# Trinomys setosus
Trinomys setosus é uma espécie de roedor da família Echimyidae.
É endêmica do Brasil, onde pode ser encontrada nos estados da Bahia e Minas Gerais.